# Su mejor alumno
Su mejor alumno és una pel·lícula argentina en blanc i negre, dirigida per Lucas Demare, protagonitzada per Enrique Muiño i Ángel Magaña. Estrenada a Buenos Aires el 22 de maig de 1944. Va obtenir cinc premis, entre ells el premi com a millor pel·lícula de l'any.
Fragments d'aquest film van ser inclosos en la pel·lícula Aller simple (Tres historias del Río de la Plata) (1998).
En una enquesta de les 100 millors pel·lícules del cinema argentí duta a terme pel Museo del Cine Pablo Ducrós Hicken l'any 2000, la pel·lícula va aconseguir el lloc 39.

## SSinopsi
La pel·lícula relata la història real del fill natural d'un expresident de l'Argentina i pare de l'educació pública del país, Domingo Faustino Sarmiento (Enrique Muiño), de nom Domingo (Ángel Magaña), segons els relats autobiogràfics del primer. Dominguito es va presentar a barallar com a voluntari en la Guerra de la Triple Aliança en la qual va morir.

## Actors
- Enrique Muiño com Domingo Faustino Sarmiento
- Ángel Magaña com Dominguito
- Edgardo Morilla com Dominguito - nen
- Orestes Caviglia com Bartolomé Mitre
- Norma Castillo
- Guillermo Battaglia
- María Esther Buschiazzo
- Hugo Pimentel
- Alberto de Mendoza com Enrique Moreno
- Judith Sulián
- Domingo Márquez
- Bernardo Perrone
- René Mugica
- Pedro Fiorito
- Horacio Priani
- Mario Lozano
- César Fiaschi
- Warly Ceriani
- Américo Sanjurjo
- Alberto Terrones
- Pablo Cumo
- Carlos Lagrotta
- Arsenio Perdiguero
- Carmen Giménez
- Alberto de Mendoza
- Adolfo Linvel

## Premis
- Premis Cóndor de Plata (1945): millor pel·lícula, millor director, millor guió adaptat, millor actor (Enrique Muiño) i millor càmera.